# 石井隼太
石井 隼太（いしい はやた、1856年（安政3年8月） - 1929年（昭和4年）2月10日）は、日本陸軍の軍人。最終階級は陸軍中将。正四位勲二等功三級。旧姓・小牧。

## 経歴
日向国（現宮崎県）出身。旧佐土原藩士。小牧七之亟の三男として生まれ、石井平三の養子となる。1873年（明治6年）陸軍幼年学校に入り、1875年（明治8年）12月、陸軍士官学校（旧2期）に入学。1877年（明治10年）4月から翌月まで西南戦争に出征。1879年（明治12年）2月、砲兵少尉に任官し、同年12月、陸士を卒業。日清戦争に野砲兵第6連隊第3大隊長として出征。旅順口の戦いなどに参戦。1896年（明治29年）12月から1898年（明治31年）4月まで陸軍大臣秘書官を務め高島鞆之助・桂太郎両大臣に仕えた。
1900年（明治33年）4月、野砲兵第10連隊長に就任。1901年（明治34年）11月、砲兵大佐に昇進。日露戦争に出征し、奉天会戦などに参戦。1906年（明治39年）7月、陸軍少将に進級し由良要塞司令官となる。1907年（明治40年）11月、重砲兵第2旅団長に転じ、1909年（明治42年）8月、韓国統監付武官に異動。1910年（明治43年）11月、野戦砲兵第2旅団長に着任。
1912年（大正元年）12月、陸軍中将に進み下関要塞司令官に就任。1913年（大正2年）8月に待命となり、1914年（大正3年）5月、予備役編入となった。

## 墓所
墓所は広尾の東北寺。これは当寺院が佐土原藩主島津家の菩提寺であるためだと考えられる
。但し島津家の墓は明治時代に島津伯爵家となった以降のものしかない。

## 栄典
位階
- 1897年（明治30年）10月30日 - 正六位[6]
- 1911年（明治44年）10月20日 - 従四位[7]
- 1914年（大正3年）6月10日 - 正四位[8]

勲章等
- 1895年（明治28年）10月16日 - 単光旭日章・功四級金鵄勲章[9]
- 1903年（明治36年）5月16日 - 勲四等瑞宝章[10]
- 1911年（明治44年）6月13日 - 勲二等旭日重光章[11]
- 1912年（大正元年）8月1日 - 韓国併合記念章[12]
- 1915年（大正4年）1月10日 - 大礼記念章[13]

外国勲章佩用允許
- 1899年（明治32年）7月4日 - 大清帝国：第三等第一双竜宝星[14]

## 親族
- 妻 石井スエ（養父二女）[2]